# الجامعة العربية الدولية الخاصة
الجامعة العربية الدولية، هي جامعة خاصة سورية، كانت تُعرف سابقًا باسم الجامعة العربية الأوروبية. تقع في بلدة غباغب بمحافظة درعا، تأسست عام 2005 بموجب المرسوم الرئاسي رقم 193 بتاريخ 6 مايو 2005.
يقع الحرم الجامعي على بُعد 37 كيلومترًا جنوب العاصمة دمشق، على الطريق الدولي الواصل بين دمشق ودرعا، وتبلغ المساحة الإجمالية للحرم الجامعي حوالي 211,000 متر مربع (52 فدانًا).

## الكليات والأقسام
1. كلية طب الأسنان (معلومات إضافية)
2. كلية الصيدلة (معلومات إضافية)
3. كلية الحقوق
4. كلية الهندسة المعمارية (معلومات إضافية)
5. كلية الهندسة المدنية (معلومات إضافية)
6. كلية هندسة المعلومات والاتصالات (معلومات إضافية)
  1. قسم المعلوماتية
  2. قسم الاتصالات
  3. قسم علوم الحاسوب
  4. قسم هندسة البرمجيات
  5. قسم هندسة الشبكات ونظم المعلومات
  6. قسم الذكاء الصناعي
7. كلية إدارة الأعمال (معلومات إضافية)
  1. قسم الإدارة
  2. قسم التسويق
  3. قسم المحاسبة
  4. قسم قسم التمويل والبنوك
  5. قسم الاقتصاد والتأمين
  6. قسم نظم المعلومات الإدارية
8. كلية الفنون الجميلة (معلومات إضافية)
  1. قسم التصميم الصناعي
  2. قسم تصميم الأزياء
  3. قسم التصميم الداخلي
  4. قسم الاتصالات البصرية
9. كلية البحث العلمي والدراسات العليا (معلومات إضافية)
10. كلية الاخراج السينمائي والتمثيل

## الاعتمادية
تعمل الجامعة العربية الدولية على استخدام المفاهيم الجديدة في العملية التعليمية. انضمت الجامعة إلى اتحاد الجامعات العربية في أيار 2009.

## الدرجات العلمية
تمنح الجامعة العربية الدولية درجـة الإجــازة (بكالوريوس) لخريجيها في الاختصاصات العشرة التي تقوم بتدريسها، وتعد الدرجات العلمية التي تمنحها الجامعة مُعادلة حكماً للدرجات العلمية التي تمنحها الجامعات والمعاهد الحكومية في الجمهورية العربية السورية.

## الاتفاقات الأكاديمية
انطلق مكتب الجامعة للعلاقات الدولية منذ بداية تأسيس الجامعة العربية الدولية عام 2005، والذي قام بدوره بإبرام اتفاقيات تعاونية عديدة مع الجامعات والمؤسسات التعليمية على مستوى الوطن العربي والعالم.
إن مجال عمل مكتب العلاقات الدولية في الجامعة ينقسم إلى فروع عديدة، أهمها:
- إنشاء «التدويل» في الجامعة من أجل زيادة الكفاءات والثقافات للطلاب والطاقم التعليمي.
- خلق فرص لطلاب الجامعة العربية الدولية لمُتابعة الدراسة في الخارج من خلال برنامج التبادل الطلابي أو الدراسات العُليا.

## ترتيبها عالمياً
احتلت الجامعة المركز الـ 404 عربياً و 15523 عالمياً حسب تقييم ويبوميتركس العالمي للجامعات في يوليو 2014.
احتلت الجامعة المرتبة الأول في الجامعات الخاصة بسوريا والمرتبة الـ 317 عربياً و 9692 عالمياً حسب تقييم ويبوميتركس العالمي للجامعات في يوليو 2020. وفي عام 2021 تقدمت الجامعة عدت مراتب لتصبح في المركز 9633 عالمياً والسادس محلياً. وفي عام 2022 تقدمت الجامعة لتصبح في المركز 5610 عالمياً حسب تقييم ويبوميتركس العالمي للجامعات.

## وصلات خارجية
- الموقع الرسمي
- قائمة اتفاقيات التعاون الدولية للجامعة